# Mgławica

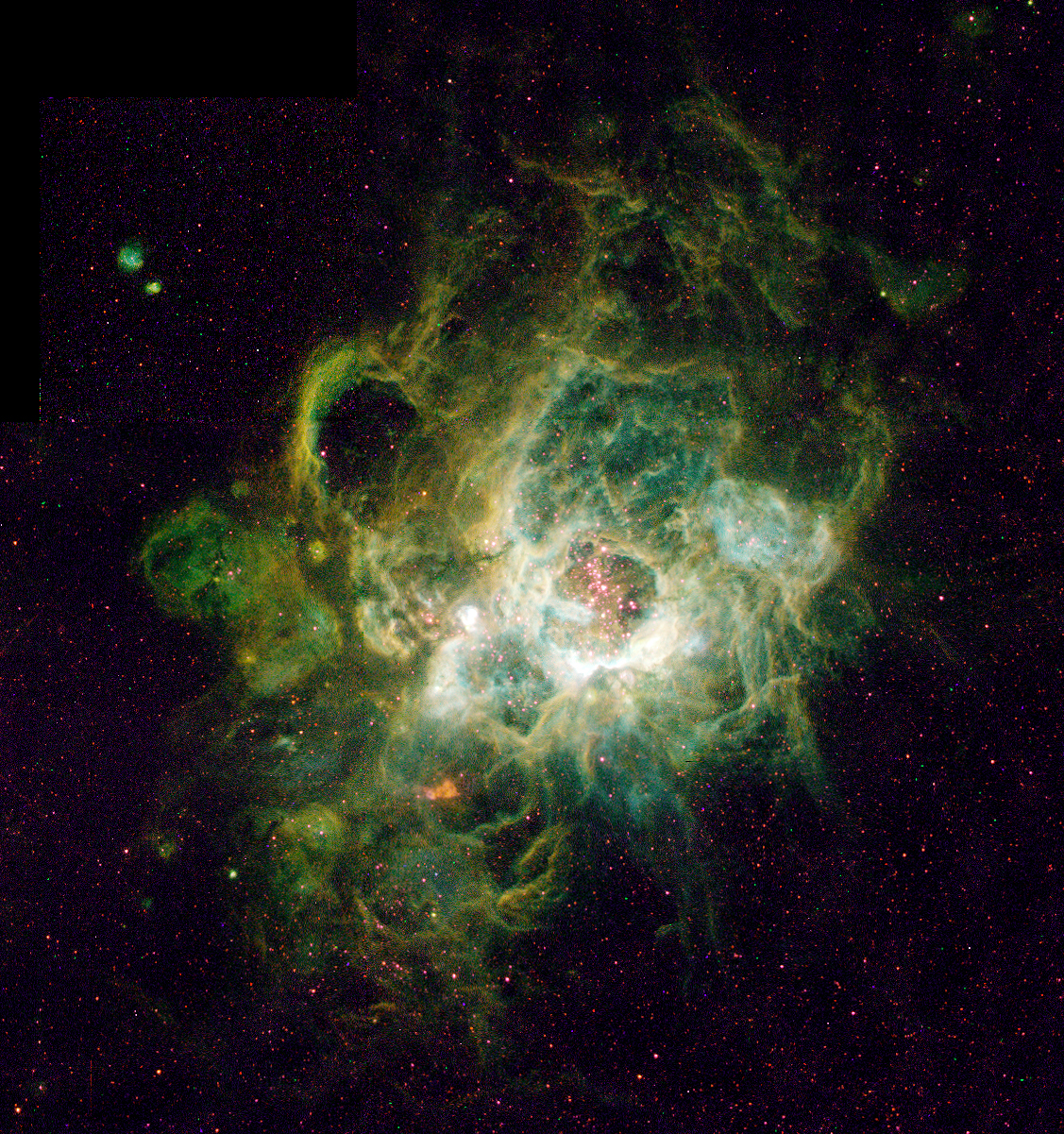
Mgławica emisyjna NGC 604 w Galaktyce Trójkąta

Mgławica – zgrupowanie obłoku gazu i pyłu międzygwiazdowego lub bardzo rozległa otoczka gwiazdy widoczne w sferze niebieskiej jako ciemna mgiełka lub świetlisty obłoczek.
W przestrzeni kosmicznej liczne są niewidoczne obłoki gazu, możliwe do wykrycia tylko dzięki analizie ich widma w niewidzialnych dla oka zakresach. Ośrodek międzygwiazdowy gromadzi się w spiralnych ramionach galaktyk i jest w ciągłym ruchu. Jego tworzywo stanowią w 99% wodór i hel, zaś reszta to inne gazy oraz pył.
Do mgławic należą także obłoki molekularne składające się głównie z wodoru dwuatomowego H2 i tlenku węgla CO. Mają one temperaturę ok. 10 K. Miejscami zbijają się w gęste skupiska, będąc kolebką nowych gwiazd. Rozmiary, temperatura i skład molekularny obłoku determinują rozmiary i przebieg życia rodzących się gwiazd (np. mgławica Oriona).

## Typy mgławic
Znane są następujące typy mgławic:
- ciemne – całkowicie pochłaniające światło widzialne i nadfiolet – miejsce powstawania gwiazd (globule Boka)
- refleksyjne – o słabym blasku pochodzącym od odbitego i rozproszonego światła gwiazd
- emisyjne – jasne, gdzie gaz ogrzewany jest do ok. 10000 K przez promieniowanie pobliskich gorących gwiazd
- planetarne – zewnętrzne warstwy umarłej gwiazdy ogrzewane przez znajdującego się w ich wnętrzu białego karła

## Historia
W roku 1771 Charles Messier (1730–1817) podjął się skatalogowania wszystkich niewyraźnych plamek widzianych na niebie przez ówczesne teleskopy. Do 1784 roku na swej liście posiadał 103 obiekty. W 1888 roku powstał katalog NGC J.L.E. Dreyera, w którym oprócz obiektów Messiera znalazło się wiele innych. I tak np. Galaktykę Andromedy oznacza się jako M31 lub NGC 224.
Pierwotnie mgławicą nazywano każdy obiekt astronomiczny zawierający galaktyki poza Drogą Mleczną. Dokładniejsze, współczesne, znaczenie tego terminu stosuje się do międzygwiazdowych obłoków gazu i pyłu, które są sklasyfikowane na podstawie sposobu, w jaki świecą.